# Lama de Arcos
Lama de Arcos é uma povoação portuguesa sede da Freguesia de Lama de Arcos do Município de Chaves, freguesia com 13,69 km² de área e 291 habitantes (censo de 2021), tendo, por isso, uma densidade populacional de 21,3 hab./km².

## História
Até ao Tratado de Lisboa de 1864, a linha de fronteira com a Galiza situava-se no meio da aldeia, tendo a mesma recuado em favor do lado português. Lamadarcos tinha até duas igrejas matrizes, a portuguesa e a galega. Nesse tratado, pôs-se fim a uma situação considerada pelas autoridades como indesejável, a igreja portuguesa de Lamadarcos passou a ser a única igreja matriz e o tratado cobriu igualmente o avanço da linha de fronteira nas aldeias de Cambedo e Soutelinho da Raia. As três aldeias eram consideradas aldeias promíscuas e Lamadarcos era tida como uma das mais importantes. A favor do lado espanhol, ficaram as aldeias do Couto Misto
No centro da aldeia encontramos referências à Rota do Contrabando e, perto da antiga igreja espanhola, está uma referência pública aos povos promíscuos e ao Tratado de Lisboa.

## Demografia
A população registada nos censos foi:
| Distribuição da População por Grupos Etários | Distribuição da População por Grupos Etários | Distribuição da População por Grupos Etários | Distribuição da População por Grupos Etários | Distribuição da População por Grupos Etários |
| -------------------------------------------- | -------------------------------------------- | -------------------------------------------- | -------------------------------------------- | -------------------------------------------- |
| Ano                                          | 0-14 Anos                                    | 15-24 Anos                                   | 25-64 Anos                                   | > 65 Anos                                    |
| 2001                                         | 35                                           | 45                                           | 202                                          | 143                                          |
| 2011                                         | 24                                           | 23                                           | 153                                          | 116                                          |
| 2021                                         | 13                                           | 19                                           | 110                                          | 149                                          |